# Aredio Gimona
Aredio Gimona (1. únor 1924, Občina Izola, Italské království – 11. únor 1994, Livorno, Itálie) byl italský fotbalový útočník.

## Kariéra
Svůj první zápas odehrál ve 3. lize v dresu Pro Gorizia v roce 1940 . Po skončení druhé světové války odešel do Milána, kde odehrál první zápasy v nejvyšší ligy. Po dvou sezonách odešel do Palerma. V sezóně 1949/50 dostal doživotní zákaz činnosti za surový faul, který se stal 26. února 1950. V utkání způsobil zlomeninu pravé holenní a lýtkové kosti hráče Říma Pesaoly. Nakonec byl trest snížen na 2 roky, poté na jedenáct měsíců a posléze na 6 měsíců.
V roce 1953 odešel do Juventusu, kde strávil dvě sezóny. Konec kariéry ukončil v dresu Empoli po sezoně 1958/59.
Za reprezentaci debutoval 11. listopadu 1951 při přátelském utkání proti Švédsku (1:1). Dostal se na OH 1952, kde proti USA (8:0) vstřelil tři branky. Po turnaji již nereprezentoval.
Po ukončení hráčské kariéry se stal trenérem, kde žádného úspěchu neudělal.

## Statistika

### Klubová
| Sezóna                | Klub                  | Liga                  | Liga   | Liga | Ligové poháry | Ligové poháry | Ligové poháry | Kontinentální poháry | Kontinentální poháry | Kontinentální poháry | Celkem | Celkem |
| Sezóna                | Klub                  | Soutěž                | Zápasy | Góly | Soutěž        | Zápasy        | Góly          | Soutěž               | Zápasy               | Góly                 | Zápasy | Góly   |
| --------------------- | --------------------- | --------------------- | ------ | ---- | ------------- | ------------- | ------------- | -------------------- | -------------------- | -------------------- | ------ | ------ |
| 1940/41               | Pro Gorizia           | Serie C               | 12     | 2    | -             | 0             | 0             | -                    | 0                    | 0                    | 12     | 2      |
| 1941/42               | Pro Gorizia           | Serie C               | 28     | 11   | -             | 0             | 0             | -                    | 0                    | 0                    | 28     | 11     |
| 1942/43               | Pro Gorizia           | Serie C               | 36     | 16   | -             | 0             | 0             | -                    | 0                    | 0                    | 36     | 16     |
| Celkem za Pro Gorizia | Celkem za Pro Gorizia | Celkem za Pro Gorizia | 76     | 29   | -             | 0             | 0             | -                    | 0                    | 0                    | 76     | 29     |
| 1943/44               | Ampelea               | Serie C               | 14     | 8    | -             | 0             | 0             | -                    | 0                    | 0                    | 14     | 8      |
| 1945/46               | Milán                 | 1. divize             | 38     | 16   | -             | 0             | 0             | -                    | 0                    | 0                    | 38     | 16     |
| 1946/47               | Milán                 | Serie A               | 21     | 5    | -             | 0             | 0             | -                    | 0                    | 0                    | 21     | 5      |
| Celkem za Milán       | Celkem za Milán       | Celkem za Milán       | 59     | 21   | -             | 0             | 0             | -                    | 0                    | 0                    | 59     | 21     |
| 1947/48               | Livorno               | Serie A               | 39     | 3    | -             | 0             | 0             | -                    | 0                    | 0                    | 39     | 3      |
| 1948/49               | Livorno               | Serie A               | 32     | 2    | -             | 0             | 0             | -                    | 0                    | 0                    | 32     | 2      |
| 1949/50               | Palermo               | Serie A               | 27     | 4    | -             | 0             | 0             | -                    | 0                    | 0                    | 27     | 4      |
| 1950/51               | Palermo               | Serie A               | 33     | 1    | -             | 0             | 0             | -                    | 0                    | 0                    | 33     | 1      |
| 1951/52               | Palermo               | Serie A               | 32     | 2    | -             | 0             | 0             | -                    | 0                    | 0                    | 32     | 2      |
| 1952/53               | Palermo               | Serie A               | 32     | 2    | -             | 0             | 0             | -                    | 0                    | 0                    | 32     | 2      |
| Celkem za Palermo     | Celkem za Palermo     | Celkem za Palermo     | 124    | 10   | -             | 0             | 0             | -                    | 0                    | 0                    | 124    | 10     |
| 1953/54               | Juventus              | Serie A               | 24     | 0    | -             | 0             | 0             | -                    | 0                    | 0                    | 24     | 0      |
| 1954/55               | Juventus              | Serie A               | 22     | 1    | -             | 0             | 0             | -                    | 0                    | 0                    | 22     | 1      |
| Celkem za Juventus    | Celkem za Juventus    | Celkem za Juventus    | 46     | 1    | -             | 0             | 0             | -                    | 0                    | 0                    | 46     | 1      |
| 1955/56               | Pro Patria            | Serie A               | 23     | 0    | -             | 0             | 0             | -                    | 0                    | 0                    | 23     | 0      |
| 1956/57               | Livorno               | Serie C               | 24     | 0    | -             | 0             | 0             | -                    | 0                    | 0                    | 24     | 0      |
| 1957/58               | Livorno               | Serie C               | 19     | 0    | -             | 0             | 0             | -                    | 0                    | 0                    | 19     | 0      |
| Celkem za Livorno     | Celkem za Livorno     | Celkem za Livorno     | 114    | 5    | -             | 0             | 0             | -                    | 0                    | 0                    | 114    | 5      |
| 1958/59               | Empoli                | 5. liga               | 15     | 1    | -             | 0             | 0             | -                    | 0                    | 0                    | 15     | 1      |
| Celkově               | Celkově               | Celkově               | 471    | 74   | -             | 0             | 0             | -                    | 0                    | 0                    | 471    | 74     |

### Reprezentační

#### Statistika na velkých turnajích
| Reprezentace | Rok     | Zápasy       | Zápasy | Zápasy   | Zápasy           | Zápasy           | Zápasy   |
| Reprezentace | Rok     | Fáze turnaje | Datum  | Soupeř   | Odehraných minut | Vstřelené branky | Výsledek |
| ------------ | ------- | ------------ | ------ | -------- | ---------------- | ---------------- | -------- |
| Itálie       | OH 1952 | Předkolo     | 16. 7. | USA      | 90               | 3                | 8:0      |
| Itálie       | OH 1952 | 1. kolo      | 21. 7. | Maďarsko | 90               | 0                | 0:3      |

#### Reprezentační branky
| Gól | Datum       | Stadion                          | Soupeř | Skóre | Výsledek | Soutěž             |
| --- | ----------- | -------------------------------- | ------ | ----- | -------- | ------------------ |
| 010 | 16. 7. 1952 | Ratinan Stadion, Tampere, Finsko | USA    | 0:1   | 0:8      | OH 1952 – předkolo |
| 020 | 16. 7. 1952 | Ratinan Stadion, Tampere, Finsko | USA    | 0:4   | 0:8      | OH 1952 – předkolo |
| 030 | 16. 7. 1952 | Ratinan Stadion, Tampere, Finsko | USA    | 0:7   | 0:8      | OH 1952 – předkolo |

## Úspěchy

### Reprezentační
- 1× na OH (1952)